# 厚唇雙冠麗魚
厚唇雙冠麗魚，為輻鰭魚綱鱸形目隆頭魚亞目慈鯛科的其中一種，分布於中美洲尼加拉瓜湖及馬拿瓜湖流域，體長可達24公分，棲息在湖泊中底層水域，屬肉食性，以魚類、蠕蟲、昆蟲、蝸牛等為食，生活習性不明，可作為觀賞魚。

## 擴展閱讀
- 維基物種上的相關：厚唇雙冠麗魚